# Севани: Университет Юга
Севани: Университет Юга (англ. Sewanee: The University of the South, широко известный как Севани — это частный университет с фокусом на программах бакалавриата в областях технических, естественных, гуманитарных наук, искусств. Изначально он был основан по инициативе Епископальной церкви. Университет находится в Севани, штат Теннесси. Учебным заведением владеют 28 южных епархиями Епископальной церкви, и Школа Теологии Севани является официальной семинарией церкви. Кроме программ бакалавриата и Школы Теологии, в университете имеется Высшая Литературная Школа, предлагающая программы магистратуры в американской литературе и писательском деле. Кампус университета (с официальном названием «домейн» (от англ. domain, территория, имение, владения) или, как его лаского называют, «наше высокогорие» (англ. The Mountain) протянулся на 52 км² живописных горных пейзажей на плато Камберленд, с непосредственно используемой территорий в 4 км².

## История

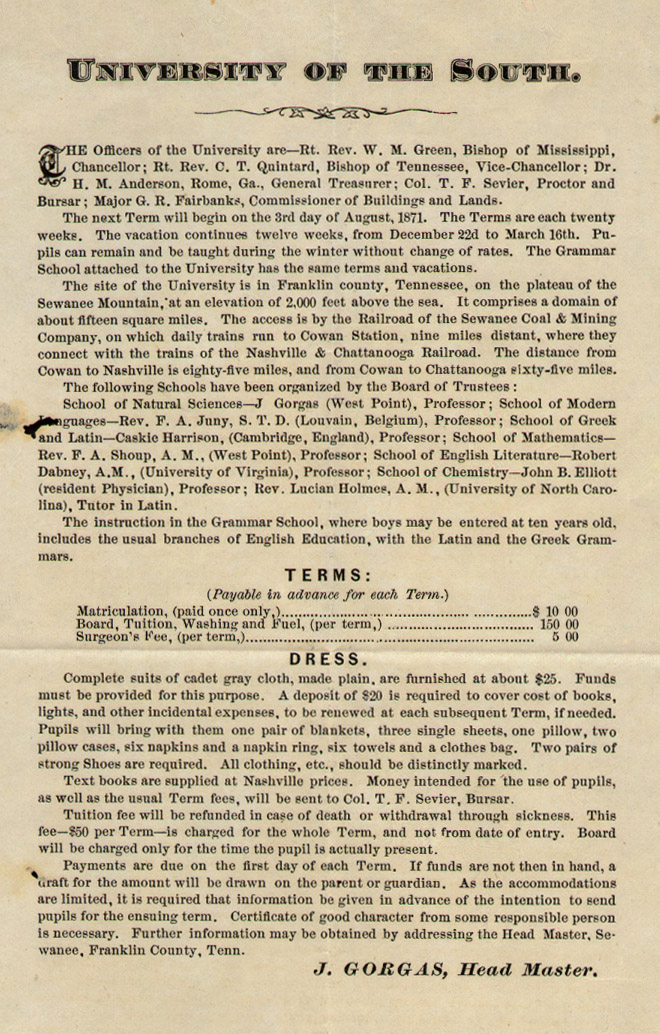
Постер Севани 1871 года

4 июля 1857 года епископ Леонидас Полк привел делегации из десяти епархий Епископальной церкви США (из Алабамы, Арканзаса, Флориды, Джорджии, Луизианы, Миссисипи, Северной Каролины, Южной Каролины, Теннесси и Техаса) на горы Монтеигл для основания конфессионального университета на местности. Целью было создание южного университета, свободного от влияний Севера. Как сказал Епископ Джеймс Отей из Теннесси, один из основателей Севани: «Новый университет значительно поддержит Юг в сопротивлении и отражении фанатичного господства, целью которого является беспрекословное подчинение всех нас» . Джон Армфилд, когда-то совладелец дома Франклина и Армфилда, «крупнейшего и наиболее процветающего дома работорговли в стране», внес один из самых существенных вкладов в финансирование университета. Он приобрёл землю для учебного заведения, где оно находится по сей день, и зарекся выделять институту 25000$ ежегодно. Такой объём финансирования превосходил все другие пожертвования и был назван «княжеским пожалованием» газетой Нэшвилла. Сегодня Севани принимает студентов любого происхождения и стыдит роль работорговца в истории основания учебного заведения.
Мраморный шестиугольный камень весом в шесть тон, возложенный и освещенный епископом Полком 10 октября 1860 года, был подорван солдатами американской Армии Союза. Многие обломки были сохранены солдатами на память, некоторые были возвращены в университет в виде пожертвований, и значительный кусок камня был вмонтирован в стену Часовни Всех Святых. Среди основателей университета также числятся несколько лиц, позже известных в Конфедеративных Штатах Америки: генерал-епископ Леонидас Полк, епископ Стивен Эллиот младший и епископ Джеймс Харви Отей. Генералы Эдмунд Кирби Смит, Джозайа Горгас и Франсис А. Шуп сыграли важную роль в послевоенном возрождении и сохранении университета.
Из-за неоднократных повреждений в период Гражданской войны, строительство было временно приостановлено. Полк умер в бою в битве за Атланту. Его память чтит портрет «Меч Поверх Мантии», написанный Элизабет Ф. Эндрюс в 1900 году. После того как оригинальная работа была подвергнута вандализму в 1998 году, копия, сделанная Кони Эриксон, была представлена 1 июня 2003 года.
В 1866 году строительство возобновили, эта дата иногда используется в контексте даты «переоснования», даты, начиная с которой университет ведет непрерывную деятельность (однако в целях заполнения официальной документации и празднования годовщин используют 1857 год). Первая церемония выдачи аттестатов университета была 18 сентября 1868 года, на ней присутствовали 9 студентов и 4 профессора. Церемонию вел Чарльз Тодд Куинтард, он же проректор (главный научный сотрудник) университета, второй епископ Теннесси и «Капеллан Конфедерации» (составитель Карманного Руководства по Преданности для солдат Конфедерации 1863 года). Он присутствовал на первой Ламбетской конференции в Англии (1868) и получил финансирование от представителей Англиканской Церкви для восстановления учебного заведения. Куинтард известен как «переоснователь» университета Юга.
В период Второй Мировой Войны, Университет Юга был одним из 131 высших учебных заведений страны, который являлись частью программы военно-морской подготовки студентов V-12, прокладывающей путь студентам в военно-морской флот.
В университете в период второй половины двадцатого века присутствовали факультеты стоматологии, инженерии, юриспруденции, медицины и медсестринства, а также средняя общеобразовательная школа. Однако по финансовым причинам было принято решение сфокусироваться на Школе Теологии и специальностях бакалавриата (коими в американской системе образования ранее существовавшие факультеты не являются). В июне 2006 года в Севани открылась Высшую Литературную школа, вторая специальность университета, предлагающая магистерские программы (после школы Теологии). Высшая Литературная Школа предлагает магистерские программы в американской литературе и писательском деле.

### Смена Названия, 2004
Учебное заведение соединило два своих исторических имени, появляющихся во всех университетских статьях и публикациях, не являющимися официальными документами, и назвало себя «Севани: Университет Юга». В третьей версии документа, отображающего официальную политику университета в отношении его публичного имиджа после смены названия говорилось:

Во-первых, стоит понимать, что официальное и юридическое название этого учебного заведения — Университет Юга. В прошлом, однако, неорганизованное повсеместное использование этого официального названия и неофициального названия, Севани, сбивало с толку всех тех, кто не был знаком с учебным заведением. Кроме того, различные сайты (которые стали неотъемлемым способом поиска вузов для молодого поколения) и гиды по поступлению могли обозначать данный университет различными образами, вплоть до «Университет», «Юг», «Севани». Чтобы избежать путаницы, а также почтить историю и саму суть данного учебного заведения, постоянство в упоминаемых названиях является необходимым. В итоге для людей, незнакомых с университетом, используется название «Севани: Университет Юга». Для тех, кто знаком с учебным заведением, допустимо упоминание о нём как о «Севани» либо «Университете».

Когда в 2004 году появилось предложение поменять название университета, возникло недопонимание среди выпускников, которые посчитали, что университет меняет свое официальное название. Завязался небольшой скандал, в котором более консервативная публика заявляла, что целью этого изменения является дистанцирование университета от его исторической связи с южной культурой. «Некоторые выпускники прошлых лет также были возмущены докладом, сделанным фирмой в Чикаго по заказу университета, в котором говорилось, что слово „Юг“ часто вызывает негативные ассоциации у абитуриентов и студентов по всей стране — чем слабее связь между югом и названием учебного заведения, тем лучше.»

### Скандал 2018 года вокруг Чарли Роуза
Вслед за числом женщин, выступивших с обвинениям телеведущего Чарли Роуза в сексуальных домогательствах, множество высших образовательных учреждений аннулировали присвоенные ему почетные степени. Изначально совет регентов Севани отказался от таких радикальных действий, заявляя, что не хочет так скоро «осуждать человека». Однако, из-за особо сильной негативной реакции со стороны студентов, членов попечительского совета и профессоров Школы Теологии, совет регентов изменил свое изначальное решение и аннулировал почетную докторскую степень Севани, выданную Роуз ранее.

### Связи с рабством и Робертсон Проект
В сентябре 2020 года, руководство Севани выпустило заявление, в первый раз за всю историю существования университета признающее, что учебное заведение «имело долгосрочные связи и принимало участие в работорговле, рабовладении, расовой сегрегации и вере в превосходство белых людей». Добавляя, что университет «Категорически отказывается от своего прошлого, связанным с почитанием Конфедерации, и искренне посвящает себя немедленному пересчету своей истории». Учебное заведение объявило, что оно будет использовать фонды Робертсон Проекта в Рабстве, Расовом делении и Примирении (основанные в 2017 году) в целях просвещения публики по вопросам расизма.

## Кампус

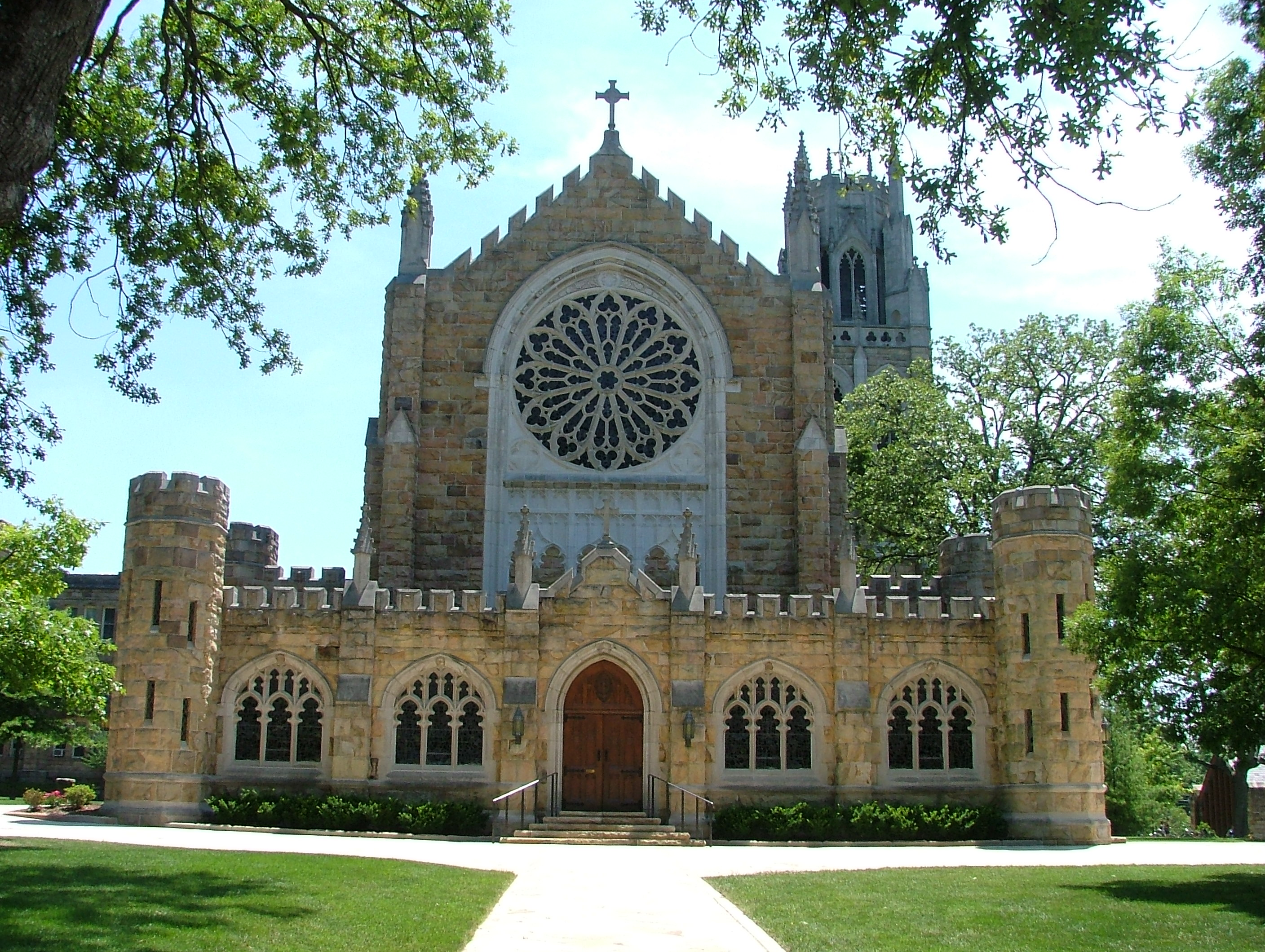
Часовня Всех Святых

Кампус Севани выходит на Долину Теннесси и включает в себя 52 км² на плато Камберленд. На участке присутствуют множество зданий, построенных с использованием различных материалов и облицованных местным камнем. Большинство построек выполнено в готическом стиле. В сентябре 2011, кампус был назван одни из самых красивых университетских городков в США по версии Travel + Leisure.
- Часовня Всех Святых была первоначально спроектирована Ральфом Адамсом Крамом. Начало её строительства пришлось на 1904 год (Часовня была заменой для меньшей деревянной Часовни Святого Августина, стоявшей поблизости), но в свете банковской паники 1907 года у университета не оказалось средств для завершения строительства. Постройка была завершена в 1959 году по проекту проректора Эдварда Маккреди. Маккреди также поспособствовал соединению зданий, входивший в так называемый изначальный четырёхугольник, с крытой аркадой. В период работы проректора на занимаемой должности была также построена библиотека Джесси Болл Дюпон. Маккриди был настроен на заполнение простых окон Часовни Всех Святых витражами, но многие все же остались без них в последующие года. После смерти проректора, памяти Маккреди посвятили новый витраж с его изображением. Последнее окно было заполнено витражами в 2004 году, почти через 100 лет после начала строительства часовни.
- Часовня Святого Люка, спроектированная архитектором Чарльзом К. Хайтом, которая была построена в 1904 году, является одной из трех часовен кампуса (Часовня Всех Святых, Часовня Апостолов и Часовня Святого Люка). Строение находится рядом с Залом Святого Люка (1887), в котором ранее располагалась Школа Теологии. Часовня используется различным образом в течение академического года. Например, в ней проходят богослужения в стиле Тэзе.
- Центр Фаулера расположен в Техас-авеню и служит оздоровительным центром университета. В нём находятся бассейны, баскетбольные площадки, беговые площадки, тренажерные залы и залы для групповых тренировок. В здании также хранятся множество наград, завоеванных спортивными командами Севани.
- Общежитие Бишоп расположено рядом с библиотекой Джесси Болл Дюпон и служит резиденцией студенческого союза. В здании также находятся представительство студенческой организации с фокусом на исследовании местности и кемпинга, студенческий почтовый офис, вечерне-ночной ресторан.
- Часовня Апостолов была спроектирована архитектурной фирмой из Арканзаса покойных Э. Фэйа Джонса и Мориса Дж. Дженнингс для Школы Теологии и была освящена в октябре 2000 года.[24] Часовня в основном используется как центр богослужения и молитв для Школы Теологии. Службы проходят с понедельника по пятницу во время занятий. Также имеют место быть ежедневная церковная служба и причастия.

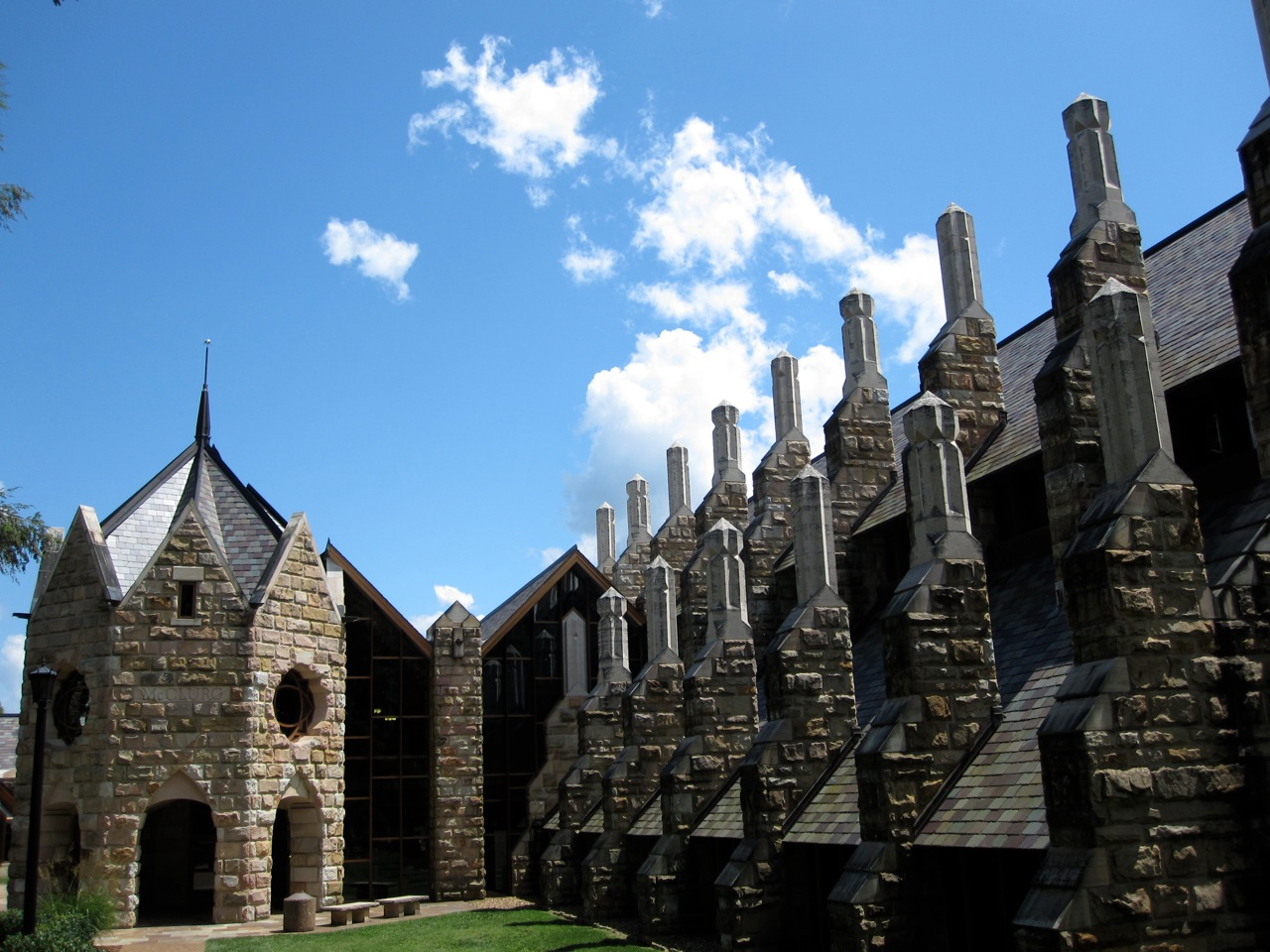
Обеденный зал Маклерг

- Обеденный зал Маклерг примыкает к Часовне Всех Святых и является главным обеденным залом на территории кампуса.
- Здание Школы Теологии расположено в долине Теннесси, неподалёку от общежитий Горгас и Квинтард. В нём находятся аудитории, кабинеты сотрудников, Бикен Центр (административные офисы образовательной программы для служителей).
- В Зале Спенсер находятся факультеты химии, биологии и биохимии, а также часть факультета экологии. Здание было построено в 2008 году и предоставило дополнительные 4600 м² уже существующему научному корпусу Вуди Лабс. Здание было построено по методикам и технологиям экологической устойчивости.[25]
- В Зале Сноуден находится факультет лесного хозяйства и геологии, а также часть факультета экологии. В 2010 была завершена реновация здания и сделана пристройка в 930 м², что позволило этому корпусу стать первым зданием университета с золотой сертификацией Руководства по энергоэффективному и экологическому проектированию LEED. Панели солнечных батарей площадью 280 м² обеспечивают около трети потребностей здания в электроэнергии, а биодренаж фильтрует сток с крыши.

## Рейтинги
| Глобальные рейтинги      | 2019 |
| ------------------------ | ---- |
| Forbes                   | 154  |
| THE/WSJ                  | 141  |
| Национальные рейтинги    | 2019 |
| U.S. News & World Report | 47   |
| Washington Monthly       | 105  |

## Литературные объединения
Севани Ревью, основанный в 1892 году — старейший непрерывно издающийся литературный журнал, он опубликовал множество выдающихся авторов. Благодаря успеху журнала была запущена ежегодная конференция писателей, проходящая летом в Севани. Высшая Литературная Школа, предлагающая программы магистратуры в американской литературе и писательском деле, была основана в 2006 году. Главным редактором на данный момент является автор Адам Росс.
Севани и его окрестности в разные периоды времени служили домом для таких авторов, как Аллен Тейт, Андрю Литл, Вильям Александр Перси, Волкер Перси, Шелби Фут, Каролина Гордон, Роберт Лоуэлл. В 1983 году драматург и лауреат Пулитцеровской премии Теннесси Уильямс посмертно оставил свои литературные (авторские) права Университету Юга. Роялти с этих прав помогли построить центр Вильямс (площадку для выступлений и учебный центр), а также основать стипендию Теннесси Вильямса, которая привлекает на кампус известных деятелей искусства.
« Ecce quam bonum et quam iucundum habitare fratres in unum », — девиз университета, взятый из вступления 133 Псалма: «Воззрите, как хорошо и как приятно собратьям пребывать вместе в единстве»

## Экологическая устойчивость
С осени 2008 года университет проводит ежегодную неделю экологической устойчивости, в течение которой в учебном заведении выступают приглашенные эксперты, проходит ярмарка местной еды и показывают документальные фильмы на экологическую тематику. На кампусе также присутствует дом-общежитие с уклоном на экологическую устойчивость под названием Зелёный Дом. В других общежитиях тоже имеются представители, отвечающие за экологическую устойчивость. В 2007 году университет подписал Президентское Обязательство по Отношению Климата. На момент 2011 года учебному заведению присвоена оценка «B (4/5)» за экологическую устойчивость.

## Традиции Университета
В учебном заведении присутствует множество отличительных традиций, многие из которых связаны с южной культурой. Например, ученики мужского пола исторически надевали пальто и галстуки на занятия: эта традиция не утратила своей актуальности, хотя пальто и галстук в наше время обычно сочетают с повседневными брюками, а иногда шортами. Эта традиция постепенно теряет свою популярность. Сотрудники и студенты университета, входящие в головное сообщество чести (которое также имеет представительство в студенческом правительстве), Орден Мантии, могут носить академические мантии на уроках — один из последних пережитков этой исторически английской традиции в северной Америке. Кроме того, в обязанности Ордена входит поддержание этой и других традиций университета. Также ученики вовлечены в питейные общества, тайные общества и так называемые общества ленты. На крупных мероприятиях члены последних двух обществ демонстрируют свои отличительные церемониальные костюмы, килты и накидки. Есть общества красной и зелёной ленты для представителей мужского пола (включая преподавательский состав), также существуют общества розовой и белой ленты для представителей женского пола. Хотя большинство питейных обществ принимает к себе студентов начиная со второго курса, для вступления в общество ленты необходимо быть на третьем либо четвёртом курсе. Кроме широко известных организаций, в университете есть число строго секретных обществ. Проректор на официальных мероприятиях надевает капу, также как и проректор Кембриджского университета.
Кодекс чести университета является одной из самых сокровенных традиций с момента основания учебного заведения. Кодекс чести провозглашает: «Я не буду лгать, жульничать или красть» наряду с некоторыми дополнениями, включающими в себя положение о терпимости к академическим нарушениям (неспособность сообщить об акте жульничества считается нарушением кодекса чести) и некоторые другие пункты, предназначенные для направления студенческого состава на верный путь. Каждый первокурсник должен подписать кодекс чести на официальном мероприятии в Часовне Всех Святых. Комиссия, ответственная за соблюдения кодекса, состоит из студентом-членов студ. союза, члены которого, в свою очередь, избираются своими однокурсниками, и называется Советом Чести. Только проректор университета может апеллировать решения данной студенческой организации. Советом Чести когда-то заведовал Орден Мантии, но на данной момент организация независима: все её процедуры и правила основываются на решениях её членов. Заместитель декана университета является советником как Совета Чести, так и учебного заведения в целом.
В начале двухтысячных некоторые выпускники прошлых лет выразили свое беспокойство по поводу предположений о том, что университет пытается понизить значимость своих традиций, в особенности тех, которые исторически пришли из южной культуры. В результате некоторым традициям стало уделяться особое внимание.

### Сестринства и Братства
В университете появилось первое братство в 1877 году, когда было основано отделение Альфа Тау Омега в Теннесси. В 1880 это отделение стало первым братством на Юге со своей резиденцией, которая до сих пор стоит на своём месте. Около 80 % студентов состоят в одном из 11 братств и 9 сестринств на кампусе.

### Полемика по поводу церемониальной булавы
Церемониальная булава университета, которая в свое время стала неожиданным подарком, посвященным раннему лидеру Ку-клукс-клана по имени Натаниэль Бедфорд Форрест, на котором примечательно боевое знамя Конфедерации, стало предметом интереса в прениях насчет идентичности университета из-за своей [булавы] связи с Форрестом и намеков на определённый образ поведения по отношению к афроамериканцам. У Форреста не было никаких связей с университетом. Булава была произведена 1964 по заказу Луизой Клейборн-Армстронг, брат которой был студентом учебного заведения. Потрет Луизы, выполненный Амандой Брюстер Севелл, весит в Галереи Искусств Университета.
Булава была подарена Севани в 1965 году и была использована руководителем Ордена Мантии на академических шествиях вплоть до 1997 года, когда булава пропала. Она была найдена впоследствии, и многие выпускники прошлых лет предлагали оплатить ремонт булавы, но университет от их предложений отказался.

## Фестиваль Уроков и Колядок
Ежегодно примерно на второй неделе Адвента, отмеченного в церковном календаре, университетский хор вместе с жителями студенческого городка Севани, проводят Фестиваль Уроков и Колядок в Часовне Всех Святых. Вдохновленная службой, первоначально проведенной в Часовне Королевского Колледжа в Кэмбридже, Англии, в 1918 году, данная служба объединяет в себе чтения рождественских истории, от пророчества о мессии до исполнения пророчества в евангельских текстах. Служба также включает в себя традиционные англиканские гимны и музыку. Севани проводит этот фестиваль уже более пятидесяти лет.

## Спорт
Севани был членом-учредителем Южной Спортивной Ассоциации Университетов в 1894 году. Тигры Севани (тигры — талисман университета) были одним из первых участников Американской Спортивной Ассоциации Университетов и обладали выдающейся футбольной программой на территории Глубокого Юга в 1890-х годах. Футбольная команда 1899 года провела, пожалуй, лучший сезон игр во всей истории университетского футбола, выиграв 12 матчей, 11 из которых «в сухую», в общей сложности имея суммарный счет 322-10 в пользу Севани. Пять побед (из вышеперечисленного количества) были одержаны «в сухую» в течение шестидневного периода во время поездки на поезде, которая заняла 4000 км. В 2012 году представители Зала Славы Студенческого Футбола проголосовали за величайшую команду всех времен. На голосовании команда Севани 1899 года, Айрон Мэн, одержала победу над представителями другого университета, командой 1961 года под названием Алабама Кромсан Тайд, за звание величайшей команды всех времен.
Севани был также членом-учредителем Юго-Восточной Конференции в 1932 году. Однако к тому времени университетская спортивная программа вуза стремительно ухудшалась. Севани ни разу не выиграл футбольный матч конференции за весь восьмилетний период членства. За 37 игр счет Тигров Севани был заморожен в период матча 26 раз. В общей сложности суммарный счет составлял 1163-84 не в пользу Тигров.
Когда проректор Бенджамин Франклин Финни, который неоднократно выступал против вхождение университета в Юго-Восточную Конференцию, покинул свой пост в 1938 году, главным претендентом на должность был Александр Гуерри, бывший ректор Университета Теннесси в Чаттануге. Согласно университетскому историку, Гуерри соглашался на пост только при условии того, что Севани прекратит выдавать спортивные стипендии. В 1940 году, через два года после прибытия Гуерри, Севани вышел из Юго-Восточной Конференции и впоследствии перестал уделять внимание университетскому спорту. Позицию Гуерри иногда называют ранним шагом к созданию в 1973 году Третьего Дивизиона Национальной Ассоциации Студенческого Спорта, который запрещает выдачу спортивных стипендий.
Севани стал членом-учредителем Университетской Спортивной Конференции в 1962 году. Конференция, ныне известная как Южная Университетская Спортивная Конференция, состоит из небольших академически ориентированных частных вузов, таких как Севани.
Ныне Севани является членом Южной Спортивной Ассоциации, предлагающей 11 мужских видов спорта и 13 женских. Так же, как и во всех вышеперечисленных конференциях, Севани является членом-учредителем этой организации: университет является одним из 7 членов Южной Университетской Спортивной Конференции, которые вышли из неё в 2011 году. Позже к семерке присоединился Бэрри Колледж, другое небольшое высшее учебное заведение в Джорджии.

## Примечательные Выпускники и Преподаватели
Из Севани выпучились более 12,000 человек из всех 50 штатов и 40 стран. Среди них 26 были удостоены стипендии Родса: такое количество стипендиатов ставит Севани на четверне место в национальном рейтинге среди Американских университетов с фокусом на программах бакалавриата в областях технических, естественных, гуманитарных наук, искусств. Также среди выпускников 34 стипендиата послевузовских программ, входящих в Национальную Ассоциацию Студенческого Спорта, 26 стипендиатов Ватсон и десятки стипендиатов программы Фулбрайт. Среди выпускников Школы Теологии бесчисленное количество епископов, в том числе трое из последних пяти председательствующих епископов Епископальной церкви.